# 6766 Kharms
A 6766 Kharms (ideiglenes jelöléssel 1982 UC6) a Naprendszer kisbolygóövében található aszteroida. Ljudmila Georgijevna Karacskina fedezte fel 1982. október 20-án.